# ماري ستينبرجن
ماري ستينبرجن (بالإنجليزية: Mary Steenburgen)‏ مواليد 8 فبراير 1953 في نيوبورت، أركنساس، الولايات المتحدة، هي ممثلة أمريكية بدأت مسيرتها الفنية عام 1978. كما أنها من الفائزات بجوائز الأوسكار وجائزة غولدن غلوب.

## روابط خارجية
- ماري ستينبرجن على موقع IMDb (الإنجليزية)
- ماري ستينبرجن على موقع الموسوعة البريطانية (الإنجليزية)
- ماري ستينبرجن على موقع روتن توميتوز (الإنجليزية)
- ماري ستينبرجن على موقع ألو سيني (الفرنسية)
- ماري ستينبرجن على موقع ميوزك برينز (الإنجليزية)
- ماري ستينبرجن على موقع تيرنر كلاسيك موفيز (الإنجليزية)
- ماري ستينبرجن على موقع أول موفي (الإنجليزية)
- ماري ستينبرجن على موقع قاعدة بيانات برودواي على الإنترنت (الإنجليزية)
- ماري ستينبرجن على موقع قاعدة بيانات الأفلام السويدية (السويدية)
- ماري ستينبرجن على موقع إن إن دي بي (الإنجليزية)